# UFC on ESPN: Льюис vs. Тейшейра
UFC on ESPN: Lewis vs. Teixeira (также известный как UFC on ESPN 70) — турнир по смешанным единоборствам, организованный Ultimate Fighting Championship, который был проведён 12 июля 2025 года на спортивной арене «Bridgestone Arena» в городе Нэшвилл, штат Теннеси, США.

## Подготовка турнира
Мероприятие станет седьмым турниром организации в Нэшвилле, где в последний раз был проведён турнир UFC on ESPN: Сэндхэген vs. Фонт в августе 2023 года.

### Главные события турнира
Ожидается, что главным событием станет бой в тяжелом весе между бывшим претендентом на титул чемпиона UFC и титул временного чемпиона UFC в тяжелом весе американцем Дерриком Льюисом (#10  в рейтинге) и непобежденным бразильским проспектом Таллисоном Тейшейрой (#14 в рейтинге).
| Заглавное событие - Тяжёлый вес | Заглавное событие - Тяжёлый вес | Заглавное событие - Тяжёлый вес |
| --- | --- | ------------------------------- |
| Деррик Льюис | | Талиссон Тейшейра               |
| DERRICK JAMES LEWIS «The Black Beast» (Чёрный зверь) 40 лет (07.02.1985) Рост 191 см, размах рук 201 см, вес 119,7 кг Гражданство: Происхождение: Место рождения: Новый Орлеан, Луизиана, США Представляет: Хьюстон, Техас, США «Silverback Fight Club» Дебют в UFC - 19.04.2014 (с рекордом 9-2, 1 NC) Бонусы «Fight of the Night» (3) / «Perfomance of the Night» (5) Претендент на титул временного чемпиона UFC в тяжёлом весе (2021) Претендент на титул чемпиона UFC в тяжёлом весе (2018) Чемпион Legacy FC в тяжёлом весе (2012-2013, защиты 1/1) | TALISSON TEIXEIRA SILVA «Xicão» (Шикан) 25 лет (07.12.1999) Рост 201 см, размах рук 211 см, вес 119,3 кг Гражданство: Происхождение: Место рождения: Витория-да-Конкиста, Баия, Бразилия Представляет: Сан-Жозе-ду-Риу-Прету, Сан-Паулу, Бразилия «Team Lucas Mineiro» Дебют в UFC - 08.02.2025 (с рекордом 7-0) Бонусы «Perfomance of the Night» (1) Победитель DWCS 72 (8-й сезон, 2024 год) |                                 |
| Последние бои: Родригу Насименту, TKO3 Жаилтон Алмейда, UDEC Маркус Рожериу де Лима, TKO1 Сергей Спивак, SUB1 Сергей Павлович, TKO1 | Последние бои: TKO1, Джастин Тафа (дебют в UFC) KO1, Артур Лопес (DWCS) KO1, Матеус Фонсека (LFA) TKO1, Артур Фонсека (LFA) TKO1, Жулиу дус Сантус (Dominium FC) |                                 |

### Анонсированные бои
| Бой | Весовая категория     | Участники боёв и их статистика перед боем (рекорд ММА / рекорд UFC / серия) | Участники боёв и их статистика перед боем (рекорд ММА / рекорд UFC / серия) | Участники боёв и их статистика перед боем (рекорд ММА / рекорд UFC / серия) | Участники боёв и их статистика перед боем (рекорд ММА / рекорд UFC / серия) | Участники боёв и их статистика перед боем (рекорд ММА / рекорд UFC / серия) | Участники боёв и их статистика перед боем (рекорд ММА / рекорд UFC / серия) | Участники боёв и их статистика перед боем (рекорд ММА / рекорд UFC / серия) | Участники боёв и их статистика перед боем (рекорд ММА / рекорд UFC / серия) | Участники боёв и их статистика перед боем (рекорд ММА / рекорд UFC / серия) | Участники боёв и их статистика перед боем (рекорд ММА / рекорд UFC / серия) | Участники боёв и их статистика перед боем (рекорд ММА / рекорд UFC / серия) | Участники боёв и их статистика перед боем (рекорд ММА / рекорд UFC / серия) |
| |                       | Главный кард (Main Card, ESPN/ESPN+)                                        |                                                                             |                                                                             |                                                                             |                                                                             |                                                                             |                                                                             |                                                                             |                                                                             |                                                                             |                                                                             |                                                                             |
| 1 | Тяжёлый вес           | Деррик Льюис (Derrick Lewis)                                                | #10 (2), exП, exПВ                                                          | 28-12 (1)                                                                   | 19-10                                                                       | +1                                                                          | vs.                                                                         | Таллисон Тейшейра (Tallison Teixeira)                                       | #14, CS                                                                     | 8-0                                                                         | 1-0                                                                         | +8                                                                          | [ 3 ]                                                                       |
| 2 | Полусредний вес       | Стивен Томпсон (Stephen Thompson)                                           | #12 (1)                                                                     | 17-8-1                                                                      | 12-8-1                                                                      | -2                                                                          | vs.                                                                         | Габриэл Бонфин (Gabriel Bonfim)                                             | CS                                                                          | 17-1                                                                        | 4-1                                                                         | +2                                                                          | [ 4 ]                                                                       |
| 3 | Полулёгкий вес        | Кэлвин Каттар (Calvin Kattar)                                               | #15 (4)                                                                     | 23-9                                                                        | 7-7                                                                         | -4                                                                          | vs.                                                                         | Стив Гарсия (Steve Garcia)                                                  | CS                                                                          | 17-5                                                                        | 6-2                                                                         | +5                                                                          | [ 5 ]                                                                       |
| 4 | Полулёгкий вес        | Нейт Ландвер (Nate Landwehr)                                                |                                                                             | 18-6                                                                        | 5-4                                                                         | -1                                                                          | vs.                                                                         | Морган Шарьер (Morgan Charrière)                                            |                                                                             | 20-11-1                                                                     | 2-2                                                                         | -1                                                                          | [ 6 ]                                                                       |
| 5 | Тяжёлый вес           | Витор Петрино (Vitor Petrino)                                               | exT(15), CS                                                                 | 11-2                                                                        | 4-2                                                                         | -2                                                                          | vs.                                                                         | Остин Лейн (Austen Lane)                                                    | CS                                                                          | 13-6 (1)                                                                    | 1-3 (1)                                                                     | -1                                                                          | [ 7 ]                                                                       |
| 6 | Полутяжёлый вес       | Джуниор Тафа (Junior Tafa)                                                  |                                                                             | 6-3                                                                         | 2-3                                                                         | +1                                                                          | vs.                                                                         | Туко Токкос (Tuco Tokkos)                                                   |                                                                             | 10-5                                                                        | 0-2                                                                         | -2                                                                          | [ 8 ]                                                                       |
| |                       | Предварительный кард (Prelims, ESPN/ESPN+)                                  |                                                                             |                                                                             |                                                                             |                                                                             |                                                                             |                                                                             |                                                                             |                                                                             |                                                                             |                                                                             |                                                                             |
| 7 | Полусредний вес       | Макс Гриффин (Max Griffin)                                                  | TUF                                                                         | 20-11                                                                       | 8-9                                                                         | -1                                                                          | vs.                                                                         | Крис Кёртис (Chris Curtis)                                                  | exT(13), CS                                                                 | 31-12 (1)                                                                   | 5-4 (1)                                                                     | -2                                                                          | [ 9 ]                                                                       |
| 8 | Полусредний вес       | Джейк Мэттьюз (Jake Matthews)                                               | TUF                                                                         | 21-7                                                                        | 14-7                                                                        | +2                                                                          | vs.                                                                         | Чиди Нжокуани (Chidi Njokuani)                                              | CS                                                                          | 25-10 (1)                                                                   | 5-3                                                                         | +3                                                                          | [ 10 ]                                                                      |
| 9 | Жен. наилегчайший вес | Лорен Мёрфи (Lauren Murphy)                                                 | exT(2), exП, TUF                                                            | 16-6                                                                        | 8-6                                                                         | -1                                                                          | vs.                                                                         | Эдуарда Моура (Eduarda Moura)                                               | CS                                                                          | 11-1                                                                        | 2-1                                                                         | +1                                                                          | [ 11 ]                                                                      |
| 10 | Тяжёлый вес           | Кеннеди Нзечукву (Kennedy Nzechukwu)                                        | exT(14), CS                                                                 | 14-5                                                                        | 8-5                                                                         | +2                                                                          | vs.                                                                         | Валтер Уокер (Valter Walker)                                                |                                                                             | 13-1                                                                        | 2-1                                                                         | +2                                                                          | [ 12 ]                                                                      |
| 11 | Лёгкий вес            | Митч Рамирес (Mitch Ramirez)                                                | CS                                                                          | 8-2                                                                         | 0-1                                                                         | -1                                                                          | vs.                                                                         | Майк Дэвис (Mike Davis)                                                     | CS                                                                          | 11-3                                                                        | 4-2                                                                         | -1                                                                          | [ 13 ]                                                                      |
| 12 | Жен. наилегчайший вес | Фатима Клайн (Fatima Kline)                                                 |                                                                             | 7-1                                                                         | 1-1                                                                         | +1                                                                          | vs.                                                                         | Мелисса Мартинес (Melissa Martinez)                                         |                                                                             | 8-1                                                                         | 1-1                                                                         | +1                                                                          | [ 14 ]                                                                      |
| |                       | Отменённые бои                                                              |                                                                             |                                                                             |                                                                             |                                                                             |                                                                             |                                                                             |                                                                             |                                                                             |                                                                             |                                                                             |                                                                             |
| | Средний вес           | Атеба Готье (Ateba Gautier)                                                 | CS                                                                          | 7-1                                                                         | 1-0                                                                         | +6                                                                          | vs.                                                                         | Роберт Валентин (Robert Valentin)                                           | TUF                                                                         | 10-5                                                                        | 0-2                                                                         | -2                                                                          | [ 15 ]                                                                      |
| Условные обозначения: #5 (1) — текущее (лучшее) место бойца в рейтинге, exЧ(В) — бывший чемпион (временный), exП(В) — бывший претендент на титул чемпиона (временного), exТ(3) — боец входил в рейтинг Топ-15 (лучшее место в рейтинге), д — дебютант, CS — боец участвовал в Претендентской серии Дэйны Уайта, R2U — боец участвовал в шоу Road To UFC, TUF — боец участвовал в шоу The Ultimate Fighter, TUFW — боец являлся победителем The Ultimate Fighter, WEC/SF — боец выступал в WEC или Strikeforce до объединения этих организаций с UFC. |                       |                                                                             |                                                                             |                                                                             |                                                                             |                                                                             |                                                                             |                                                                             |                                                                             |                                                                             |                                                                             |                                                                             |                                                                             |

## Церемония взвешивания
Результаты официальной церемонии взвешивания бойцов перед турниром.
Все бойцы показали вес в лимитах своих весовых категорий.

## Результаты турнира
| Бой    | Весовая категория     | Результат боя        | Результат боя | Результат боя | Результат боя     | Результат боя | Способ победы                                       | Раунд | Время | Рефери в ринге |
|        |                       | Главный кард         |               |               |                   |               |                                                     |       |       |                |
| Бой 12 | Тяжёлый вес           | Деррик Льюис         | #10           | поб.          | Таллисон Тейшейра | #14           | Технический нокаут (хук слева и добивание)          | 1     | 0:35  | Джейсон Херцог |
| Бой 11 | Полусредний вес       | Габриэл Бонфин       |               | поб.          | Стивен Томпсон    | #12           | Раздельное решение (28–29, 29–28, 29–28)            | 3     | 5:00  | Блейк Грайс    |
| Бой 10 | Полулёгкий вес        | Стив Гарсия          |               | поб.          | Кэлвин Каттар     | #15           | Единогласное решение (30–27, 30–27, 30–27)          | 3     | 5:00  | Джейсон Херцог |
| Бой 9  | Полулёгкий вес        | Морган Шарьер        |               | поб.          | Нейт Ландвер      |               | Нокаут (удары руками в голову)                      | 3     | 0:27  | Блейк Грайс    |
| Бой 8  | Тяжёлый вес           | Витор Петрино        |               | поб.          | Остин Лейн        |               | Сдача, удушающий приём (удушение сзади)             | 1     | 4:16  | Джимми Нили    |
| Бой 7  | Полутяжёлый вес       | Туко Токкос          |               | поб.          | Джуниор Тафа      |               | Сдача, удушающий приём (ручной треугольник)         | 2     | 4:25  | Эрик МакМахон  |
|        |                       | Предварительный кард |               |               |                   |               |                                                     |       |       |                |
| Бой 6  | Полусредний вес       | Крис Кёртис          |               | поб.          | Макс Гриффин      |               | Раздельное решение (28–29, 29–28, 29–28)            | 3     | 5:00  | Джастин Браун  |
| Бой 5  | Полусредний вес       | Джейк Мэттьюз        |               | поб.          | Чиди Нжокуани     |               | Сдача, удушающий приём (удушение сзади)             | 1     | 1:09  | Джимми Нили    |
| Бой 4  | Жен. наилегчайший вес | Эдуарда Моура        |               | поб.          | Лорен Мёрфи       |               | Единогласное решение (29–28, 29–28, 29–28)          | 3     | 5:00  | Блейк Грайс    |
| Бой 3  | Тяжёлый вес           | Валтер Уокер         |               | поб.          | Кеннеди Нзечукву  |               | Сдача, болевой приём (скручивание пятки)            | 1     | 0:54  | Эрик МакМахон  |
| Бой 2  | Лёгкий вес            | Майк Дэвис           |               | поб.          | Митч Рамирес      |               | Технический нокаут (удар коленом и руками в голову) | 2     | 4:08  | Джастин Браун  |
| Бой 1  | Жен. наилегчайший вес | Фатима Клайн         |               | поб.          | Мелисса Мартинес  |               | Технический нокаут (удар ногой в голову)            | 3     | 2:36  | Джимми Нили    |

## Награды
Следующие бойцы были удостоены денежного бонуса в размере $50,000:
- Лучший бой вечера: Морган Шарьер — Нейт Ландвер
- Выступление вечера: Валтер Уокер и Фатима Клайн